# Profetas en el judaísmo
Según el Talmud, hubo 48 profetas y 7 profetisas en el judaísmo. Se cree que el último profeta judío fue Malaquías. En la tradición judía se cree que el período de la profecía, llamado Nevuah, terminó con Hageo, Zacarías y Malaquías, momento en el que «la Shejiná partió de Israel».

## En la tradición judía
Según el Talmud, hubo 48 profetas y 7 profetisas.

#### Los 48 profetas de Israel
1. Abrahán
2. Isaac
3. Jacob
4. Moisés
5. Aarón
6. Josué
7. Fineas
8. Eli
9. Elcaná
10. Samuel
11. Gad
12. Natán
13. David
14. Ahías
15. Salomón
16. Semaías
17. Iddo
18. Abdías
19. Jehú
20. Odado
21. Azarías
22. Hanani
23. Jahaziel
24. Eliezer
25. Elías
26. Elíseo
27. Micaías
28. Jonás
29. Amós
30. Oseas
31. Amoz
32. Isaías
33. Miqueas
34. Joel
35. Sofonías
36. Nahúm
37. Habacuc
38. Urías
39. Jeremías
40. Ezequiel
41. Mehseías
42. Nerías
43. Baruc ben Neria
44. Seraías
45. Hageo
46. Zacarías
47. Mordejai
48. Malaquías

### Las 7 profetisas de Israel
1. Sara
2. Miriam
3. Débora
4. Ana
5. Abigaíl
6. Hulda
7. Ester[5]

### Otros profetas
Aunque el Talmud afirma que solo «48 profetas y 7 profetisas profetizaron a Israel», no significa que solo haya habido 55 profetas. El Talmud desafía esto con otros ejemplos y concluye citando una tradición baraita de que el número de profetas en la era de la profecía era el doble del número de israelitas que salieron de Egipto (600 000 varones). Los 55 profetas están registrados porque hicieron profecías que tienen una relevancia eterna para las generaciones futuras y no solo para su propia generación, o su propio encuentro extático con Dios. Las escrituras hebreas hacen referencia a grupos de tales profetas extasiados, por ejemplo, en relación con el rey Saúl:

10 Y cuando llegaron allá a la colina, he aquí, un grupo de profetas le salió al encuentro; y el espíritu de Dios descendió sobre él con poder, y profetizó entre ellos. 11 Y sucedió que cuando todos los que lo conocían antes vieron que, he aquí, él profetizaba con los profetas, entonces la gente se decía unos a otros: '¿Qué es esto que le ha venido al hijo de Cis? ¿Está Saúl también entre los profetas?' 12 Y uno del mismo lugar respondió y dijo: '¿Y quién es su padre?' Por eso se convirtió en proverbio: '¿Está también Saúl entre los profetas?' 13 Y cuando hubo terminado de profetizar, llegó al lugar alto.
1 Samuel 10-13

En otras citas aparecen referencias de cientos de profetas reunidos en consejo, como en 1 Reyes 22-6:

6 Entonces el rey de Israel reunió a los profetas, como cuatrocientos hombres, a los cuales dijo: ¿Iré a la guerra contra Ramot de Galaad, o la dejaré? Y ellos dijeron: Sube, porque Jehová la entregará en mano del rey.

### Profetas de las naciones
El Talmud enseña que Dios envió siete profetas noájidas (no judíos) a diferentes naciones, los cuales fueron:
1. Balaam
2. Beor
3. Job
4. Elifaz el Temanita
5. Bildad el Shuhita
6. Zofar el Naamatita
7. Eliú ben Barajel el Buzita